# AS Roma 1929/1930
Sezon 1929/1930 klubu AS Roma.

## Sezon
Od sezonu 1929/1930 Roma zaczęła rozgrywać mecze na nowym stadionie Campo Testaccio. William Garbutt został zwolniony ze stanowiska, a nowym tymczasowym trenerem został Guido Baccani, jednak z czasem został zastąpiony przez innego Anglika – Herberta Burgessa. W mistrzostwach Włoch rzymski klub zajął 6. pozycję.

## Rozgrywki
- Campionato Italiano: 6. pozycja

## Skład i ustawienie zespołu
| W sezonie 1929/1930      |           |                |       |      |
| Imię i nazwisko          | Kraj      | Data urodzenia | Mecze | Gole |
| Trener                   |           |                |       |      |
| Guido Baccani            | Włochy    | ?              |       |      |
| Herbert Burgess          | Anglia    | 01.01.1883     |       |      |
| Bramkarze                |           |                |       |      |
| Bruno Ballante           | Włochy    | 15.04.1906     | 34    | 0    |
| Obrońcy                  |           |                |       |      |
| Angelo Barzan            | Włochy    | 1901           | 22    | 1    |
| Giorgio Carpi            | Włochy    | 01.11.1909     | 12    | 0    |
| Attilio Corbyons         | Włochy    | 1900           | 2     | 0    |
| Giovanni Degni           | Włochy    | 28.09.1900     | 34    | 0    |
| Mario De Micheli         | Włochy    | 03.02.1906     | 30    | 0    |
| Bruno Finesi             | Włochy    | 25.04.1909     | 1     | 0    |
| Attilio Mattei           | Włochy    | 16.10.1902     | 16    | 0    |
| Pomocnicy                |           |                |       |      |
| Oreste Benatti           | Włochy    | 11.04.1906     | 30    | 9    |
| Fulvio Bernardini        | Włochy    | 28.12.1905     | 24    | 12   |
| Mario Bossi              | Włochy    | 23.01.1909     | 6     | 0    |
| Walter Corsenini         | Włochy    | ?              | 2     | 0    |
| Pietro Delle Vedove      | Włochy    | 19.08.1903     | 6     | 0    |
| Raffaele D’Aquino        | Włochy    | 23.11.1903     | 16    | 0    |
| Cesare Augusto Fasanelli | Włochy    | 10.05.1907     | 26    | 9    |
| Attilio Ferraris         | Włochy    | 23.06.1904     | 34    | 0    |
| Armando Preti            | Włochy    | 19.02.1911     | 5     | 3    |
| Alfredo Welby            | Włochy    | ?              | 0     | 0    |
| Napastnicy               |           |                |       |      |
| Arturo Chini Ludueña     | Argentyna | 21.10.1904     | 30    | 12   |
| Fernando Eusebio         | Włochy    | 13.08.1910     | 5     | 3    |
| Luigi Ossoinach          | Włochy    | 21.12.1903     | 8     | 3    |
| Rodolfo Volk             | Włochy    | 14.01.1906     | 31    | 21   |